# Антанас Шурна
Антанас Шурна (лит. Antanas Šurna; 27 березня 1940, Каунас — 19 травня 2014, Вільнюс) — литовський актор театру та кіно.

## Життєпис
Народився в Каунасі.
1958—1962 — навчався на театральному факультеті Вільнюській консерваторії.
1963—1964 — грав на сцені Каунаського драматичного театру.
1964—1965 — був актором Шауляйського драматичного театру.
1965 — увійшов до трупи нового Вільнюського театру юного глядача (тепер Молодий театр).
Багато знімався у кіно. Дебютував 1963 у фільмі «Хроніка одного дня».
Помер 19 травня 2014 у Вільнюсі.

## Нагороди
- Лицарський хрест Ордена Великого князя Литовського Гедиміна (2000).[5]
- Державна премія Литви культури та мистецтва (2012).[6]

## Робота в театрі
- 1966 — «Ромео і Джульєтта» Вільям Шекспир — Ромео
- 1967 — «Озирнися у гніві» Джон Осборн — Джимі Портер
- 1968 — «Дракон» Шварц Євген Львович — Генріх, син бургомістра
- 1971 — «Смак черешні» Агнєшка Осецька — Мужчина
- 1976 — «Škac, mirtie, visados škac» Саулюс Шальтяніс — Камінскас
- 1978 — «Вчитель танців» Лопе де Вега — Рікардо
- 1980 — «Привид» Генрік Ібсен — Пастор Мандерс
- 1993 — «Тартюф» Мольєр — Оргон, чоловік Ельміри
- 1993 — «Кравці у Силмачах» Рудольф Блауманіс — Авраам
- 1998 — «Шлях до Мекки» Атол Фугард — Пастор Марія
- 2004 — «Калігула» Альбер Камю — Керея
- 2008 — «Патріоти» Пятрас Вайчюнас — Лабутіс
- 2010 — «Писар Бартлбі» Герман Мелвілл — орендодавець
- 2011 — «Пролітаючи над гніздом зозулі» Дейл Вассерман
- 2014 — «Незнайомці посеред нас» Аарон Бушковськи — Вірджил

## Фільмографія
- 1963 — Хроніка одного дня — Томас Рімша у юності
- 1969 — Та буде життя! — Ейнас
- 1970 — Чоловіче літо — «Монах», командир загону «лісових братів»
- 1972 — Геркус Мантас — батько Геркуса Мантаса
- 1974 — Розколоте небо (Perskeltas dangus) — Стяпонас Крейвенас
- 1975 — День відплати (Atpildo diena) — Міколас, ватажок розбійників
- 1975 — Смок і малюк — мільйонер Харвіш
- 1976 — Втрачений дах — Марюс Нямуніс
- 1977 — Відлуння в пущі
- 1977 — Горіховий хліб (Riešutų duona) — Камінаскас, батько Люки
- 1978 — Не буду гангстером, люба (Nebūsiu gangsteriu, brangioji) — Дік Деневер, бос гангстерів і власник поховальної контори
- 1979 — Маді гріхи наші (Mažos mūsų nuodėmės) — Ляонас Улба
- 1979 — Поранена тиша (Sužeista tyla) — Чібірас
- 1980— Зустрічі з 9 до 9 (Rungtynės nuo 9 iki 9) — Януліс
- 1980 — Подорож до раю (Kelionė į rojų) — жандарм
- 1981 — Краплини дощу (Lietaus lašai) — Едуардас Тінупяйтас
- 1982 — Лісоруби (Girių kirtėjai)
- 1982 — Хлопчики (Berniūkščiai)
- 1983 — Жінка і четверо її чоловіків — батько
- 1984 — Тут наш дім (Čia mūsų namai) — Маргявічюс
- 1986 — Беньямінас Кордушас (Benjaminas Kordušas) — Беньямінас Кордушас
- 1986 — Корона вужа (Žalčio karūna) — Олександр Бенуа
- 1986 — Мишоловка (Pelėkautai) — містер Паравічіні
- 1986 — Пірсомані, Пірсомані… — Гріголо
- 1987 — Владика (Valdovas) — Крушна
- 1989 — Хамелеон (Chameleonas) — Людас Скірмоніс, скульптор
- 1990 — Погляд змія (Žalčio žvilgsnis) — Гонтас
- 1990 — Батько (Tėvas)
- 1992 — Розбитий глечик (Sukultas ąsotis) — Адам
- 1993—1997 — Рідня (телесеріал) (Giminės) — Антанас Шепутіс
- 1996 — Будьте здорові (Likit sveiki)
- |1998 — Останній лист
- 1998—2000 — Поросль (Atžalos) — Антанас Шепутіс
- 2000 — Життя Ельзи (Elze is Gilijos; Литва, Німеччина) — капітан Грюнбаум
- 2001 — Вальс долі (Likimo valsas) — Артурас
- 2008 — Виклик (Литва, США) — ортодоксальний рабин
- 2008 — Пілот (Pilotas) — професор
- 2010 — Мій улюблений ворог 2 (Mano mylimas prieše 2)
- 2011 — Місто почуттів (Jausmų miestas) — Константинас Вілкас, засновник благодійного фонду
- 2011 — Рідня 20 років потому (Giminės po 20 metų) — Антанас Шепутіс
- 2011 — Тадас Блінда (Tadas Blinda. Pradžia) — Снегірев, ротмістр